# Mandžurci
Mandžurci (mandž.  [Manju]; upr. kin.  滿族; trad. kin. 满族; pin. Mǎnzú) su tunguski narod poreklom iz dela severoistočne Azije zvanog Mandžurija. Za vreme mandžurskog osvajanja u 17. veku, osvojili su Kinu, tada pod dinastijom Ming, koju su zamenili vlastitom dinastijom Qing. Ta dinastija je vladala Kinom do tzv. Xinhai revolucije godine 1912, nakon koje je utemeljena Republika Kina. 
Mandžurci su se uglavnom asimilirali u Han Kineze, a tokom tog procesa je došlo do značajnih kulturnih i drugih promena u obe etničke grupe. Danas je mandžurski jezik gotovo izumro, a njime govori samo manjih broj starijih ljudi u seoskim sredinama severoistočne Kine, kao i nekoliko naučnika; oko 10.000 ljudi govori Sibeom (Xiboom), modernim mandžurskim dijalektom koji se govori u regiji Ili u Sinkjangu. Posljednjih nekoliko godina, međutim, ponovno se javio interes za mandžursku kulturu i među Mandžurcima i među Han Kinezima. Danas postoji veliki broj Kineza koji imaju barem nekoliko Mandžuraca među precima, ali se oni uglavnom izjašnjavaju kao Kinezi. Usvajanje preferencijalne politike prema etničkim manjima (prednost pri upisu na univerzitete i zapošljavanju u državnim službama) je takođe podstaklo kineske građane mešanog kinesko-mandžurskog porijekla da se izjašnjavaju kao Mandžurci.

## Poreklo
Mandžurci su potomci Džurčena, koji su u 12. vijeku bili osvojili veliku oblast sjeveroistočne Azije i ustanovili dinastiju Jin (Zlatnu dinastiju), koja je vladala Mandžurijom i severnom polovinom Kine sve do osvajanja i uništenja od strane Mongola pod Džingis Kanom. Ime Mandžurci je formalno usvojio Nurhači, poglavica Jianzhou Džurčena godine 1635, iako neki drže da je u upotrebi bilo još 1605. Nurhači se rodio u današnjoj Severnoj Koreji blizu planina Paektu/Changbai. Nurhačijev sin Hong Taiji je odlučio da će se Jurčeni ubuduće zvati Mandžurcima i zabranio je korišćenje izraza Džurčen.
Mandžurski jezik pripada tunguskoj jezičnoj grupi, koja sama pripada spornoj altajskoj jezičnoj makro-porodici (te je na osnovu te hipoteze srodan korejskom, mongolskim i turkijskim jezicima).
Poreklo i rano značenje izraza Mandžurci nije dovoljno istraženo, iako se čini da je predstavljalo stari izraz za Jianzhou Džurčene. Jedna teorija tvrdi da je naziv došao od Bodhisattve Mañjuśrīja (Bodhisattve Mudrosti), za koju je Nurhači tvrdio da je inkarnacija. Druga teorija tvrdi da su Mandžurci, kao i drugi tunguski narodi, ime preuzeli od zajedničke tunguske riječi *mangu(n), 'velika reka'. Prije 17. vijeka, preci Mandžuraca su uglavnom bili stočari, lovci, ribolovci uz povremeno bavljenje zemljoradnjom i svinjogojstvom.
Drevna religija Mandžuraca je oblik šamanizma koji ima neke sličnosti s` mongolskim šamanizmom, što je najvidljivije u obožavanju nebeske boginje kojoj je sagrađen poznati „Hram neba” ili „Tian Tan” u Pekingu, danas više turistička atrakcija nego mesto za verske obrede. Uprkos činjenici da je oskrnavljen (s mandžurskog duhovnog gledišta), Tian Tan je i dalje zadržao istorijsku, kulturnu i duhovnu važnost za nacionalno svesne Mandžurce.
Osim Nebeske Boginje, mandžurski panteon je takođe sadržavao bogove zemlje i sunca i boginju meseca - kojima su sagrađeni hramovi u Pekingu nalik na Hram Neba. Od sva četiri glavna božanstva, Boginja Meseca je bila najvažnija. Ta četiri primarna božanstva su predstavljena s` četiri odgovarajuće boje koje su postale četiri originalne boje u mandžurskom sistemu zastava. Crvena je bila boja sunca. Žuta je bila boja zemlje. Plava je bila boja nebeske boginje, dok bela pripada boginji meseca.
U političkom smislu Glavna Žuta zastava je bila od velike važnosti za vladajući Aisin Gioro (kineski Aixinjueluo) koji su imali Glavnu žutu zastavu. Zbog važnosti koje je u mandžurskom duhovnom životu imala Boginja Meseca, Bela zastava je imala veliku važnost i pripadnost toj zastavi je značila povezanost sa verskim pitanjima. Za ženu rođenu pod Belom zastavom se smatralo da je duhovno obdarena. Šamani ili kandidati za šamane su morali biti pod belom zastavom - ili po rođenju ili usvajanjem nakon strogih testova duhovne sposobnosti. Jednom kada se zaredio, mandžurski šaman se smatrao svetim vazalom velike mudrosti.

## Osnivanje dinastije Ćing
Godine 1616. mandžurski vođa Nurhači (1559—1626) je ustanovio Kasnu dinastiju Jin (後金 Hòu Jīn) / Amaga Aisin Gurun, od strane podanika nazivanu Mandžurskom Državom (manju gurun) i ujedinio mandžurska plemena, ustanovivši (ili barem proširivši) mandžurski Sistem zastava, vojnu strukturu koja je mandžurske snage učinila superiornim brojčano nadmoćnim kineskim snagama na bojnom polju. Godine 1636. Nurhačijev sin Hong Taiji je reorganizovao mandžurske snage, popunivši ih Mongolima, Korejcima i savezničkim Kinezima i promenio ime države u Ćing, a formalno je promenio ime naroda u Mandžurce.
Nurhači je kasnije osvojio oblast oko Mukden (današnjeg Šenjang) i od nje stvorio novu prijestolnicu Carstva Qing godine 1621. Kada su godine 1644. Peking osvojili pobunjeni seljaci pod Li Zichengom , Carstvo Ch'ing je napalo matičnu Kinu i premestilo prestolnicu iz Mukdena (utvrđenog grada iz vremena zaraćenih država) u Peking.
Iz političkih razloga rani mandžurski carevi su se ženili sa potomcima velikih mongolskih kanova, tako da bi njihovi potomci (kao car Kangxi) mogli biti viđeni kao legitimni naslednici mongolske dinastije Juan. Za vrijeme dinastije Ćing, mandžurske vlasti su se trudile sačuvati mandžursku kulturu i jezik. Ti napori uglavnom nisu uspjeli, jer su Mandžurci postupno preuzeli običaje i jezik većinskih Han Kineza, pa se do 19. vijeka, mandžurski retko govorio čak i na Carskom dvoru. To je jedinstven slučaj u svetu da jedan narod dođe i ovlada drugim, a onda se stopi sa njim i odrekne se svog nacionalnog identiteta, jezika i kulture i prihvati sve nacionalne elemente onog naroda kojim vlada. Mandžurskim se još uvek pisalo kako bi se održala komunikacija između cara i službenika Zastava sve do kraha dinastije. Dinastija Ćing je takođe održavala sistem dvojnih službi u kojoj je svaka važnija služba morala uz kineskog imati i mandžurskog službenika. Zbog relativnog malog broja Mandžuraca, to je osiguralo da većina njih budu vladini službenici.
Pred kraj dinastije Ćing, Mandžurce su kineski nacionalisti (kao što je Sun Jat-Sen) prikazivali kao strane kolonizatore, iako su njegovu republikansku revoluciju podržavali mnogi reformski orijentisani mandžurski službenici i oficiri. Taj prikaz je relativno brzo nestao nakon revolucije 1911 i nova Republika Kina je nastojala Mandžurce predstaviti kao integralni dio kineske nacije.

## Mandžukuo
Godine 1931. Japanci su u Mandžuriji stvorili marionetsku državu zvanu Mandžukuo pod carem Puyiom. Međutim, u to doba u Mandžuriji su većinsko stanovništvo sačinjavali Han Kinezi, a čak i među samim Mandžurcima taj projekt nije izazvao neko veliko oduševljenje. Država je ukinuta nakon završetka Drugog svjetskog rata, a teritorija je vraćena Kini. Asimilacija je nastavljena i dalje, ali ne potpuna, jer danas u Kini ima preko 10 miliona Mandžuraca koji su se odrekli svog jezika, ali ne i nacionalnog imena. Mandžuraca koji govore svoj jezik ima samo desetak hiljada.

## Spoljašnje veze
- Mandžurska etnička manjina (Kineska vladina stranica)